# ماريو فرنانديز (ملاكم)
ماريو فرنانديز (13 يوليو 1993 في الفلبين - ) هو ملاكم فلبيني.